# Huang Zu
Pour les articles homonymes, voir Huang.
Dans ce nom, le nom de famille, Huang, précède le nom personnel Zǔ.
Huang Zu (黃祖) (? – 208) est un général chinois ainsi qu'un lieutenant sous l'autorité du seigneur de guerre Liu Biao lors de la fin de la dynastie Han en Chine antique. Étant Grand Administrateur du district de Jiangxia, à l'est de l'ancienne province de Jing, il entra en conflit ouvert avec trois générations de la famille Sun (Sun Jian, Sun Ce et Sun Quan).

## Biographie
Alors posté sur la rive nord de la rivière Han, près de Xiangyang, il fut envoyé faire face à l’invasion de Sun Jian menée en l’an 191. Complètement défait, il fut repoussé de l’autre côté de la rivière où plusieurs divisions de ses troupes allèrent se réfugier dans les collines Xian. Sun Jian poursuivit celles-ci et fut tué au combat. À la suite de cet incident, les fils de Sun Jian maintinrent des idées de vengeance à l’égard de Huang Zu.
Étant reconnu pour sa facilité à s’emporter ainsi que pour son comportement un peu brutal, Liu Biao lui envoya le brillant, mais arrogant, Mi Heng au cours de l’an 196. Ce dernier insulta publiquement Huang Zu, qui l’eut pourtant bien traité. Par conséquent, Huang Zu tua Mi Heng.
En l’an 200, alors Grand Administrateur du district de Jiangxia sous l’autorité de Liu Biao, Huang Zu est attaqué à l’est, dans le comté de Shaxian, par Sun Ce. Malgré les renforts envoyés par Liu Biao pour contrer l’invasion, Huang Zu fut défait et s’enfuit alors que sa femme et ses enfants furent capturés. Reculant et contraint à la défensive, Huang Zu regroupa ses forces afin de faire face à la prochaine offensive et ainsi maintenir ses positions sur le Yangzi.
Entretemps, Sun Ce décéda et ce fut dans le courant de l’an 203 que Sun Quan, son successeur, relança l’attaque. Cette fois, Huang Zu réussit à maintenir ses positions, bien que sa flotte fut entièrement anéantie. Sun Quan revint à la charge en l’an 207 où il vint affaiblir Huang Zu en déplaçant de nombreux habitants vers l’est. Puis en l’an 208, Huang Zu se fit attaquer à son quartier général situé à Xiakou par les forces de Sun Quan et de son commandant Zhou Yu. L’assaut fut complet et la forteresse tomba aux mains de Sun Quan. Huang Zu tenta de fuir mais fut rattrapé et tué.

## Son personnage dans le roman
Dans le roman Histoire des Trois Royaumes écrit par Luo Guanzhong au XIVe siècle, le personnage de Huang Zu et le rôle qu'il y joue sont, à quelques exceptions près, très liés à ce que rapporte les ouvrages historiques. Néanmoins, il semblerait que certains épisodes du roman concernant Huang Zu soient pûrement fictifs.
De ce fait, à la fin du chapitre 7, peu après la mort de Sun Jian, Huang Zu se fait prendre captif par Huang Gai et est peu après échangé contre la dépouille de Sun Jian. En accédant à cette requête, Liu Biao préfère sauver un ami qu'il qualifie de proche, plutôt que de saisir l'occasion de conquérir le sud, à la suite de cette victoire.
Au chapitre 23, l'auteur décrit comment Huang Zu en vient à exécuter Mi Heng. Après avoir demandé à Mi Heng ce qu'il pense de lui, ce dernier lui répond :
« Telle une déité dans un temple, qui reçoit des offrandes parfumées, mais qui est sans vie et impuissant ! »
Enragé, Huang Zu fait exécuter Mi Heng. Un poème racontant les événements suit :
Huang Zu ne fut pas un homme de charité ;
Sur ses rivages Mi Heng mourut, pourtant utilement.
Maintenant son corps git sur l'île de Yingwu :
Qui le visite, mis à part le courant de la rivière ?
Enfin, au chapitre 38, on raconte comment Huang Zu est ingrat à l'égard de Gan Ning, qui après s'être illustré au combat, n'est jamais récompensé. Ce dernier, grandement désapointé, offre ses services à Sun Quan, qui le traite avec grand honneur. Lorsqu'il est question de mener une offensive à Xiakou, Gan Ning encourage Sun Quan en décrivant Huang Zu comme un vieillard avaricieux qui s'attire la haine de plusieurs et qui est totalement vulnérable à une attaque.
Le roman attribue la mort de Huang Zu à son ancien subordonné Gan Ning. En effet, à la suite du succès de l'attaque à Xiakou, Huang Zu, qui est dérouté, se fait piéger dans une embuscade de Gan Ning. Il tente alors de fuir mais est atteint d'une flèche et se fait trancher la tête par ce dernier.